# Saint-Pierre-le-Vieux, Seine-Maritime

Saint-Pierre-le-Vieux este o comună în departamentul Seine-Maritime, Franța. În 1 ianuarie 2022 avea o populație de 188 de locuitori.